# Brompton Bicycle
Pour les articles homonymes, voir Brompton (homonymie).
Brompton Bicycle est un fabricant britannique de vélo pliables, situé à Brentford dans le Grand Londres. Ses vélos sont principalement destinés au cyclisme urbain et à l'intermodalité.

## Histoire
Le premier modèle de cadre fut imaginé en 1976 par Andrew Ritchie, et produit à partir de 1982. La notion de vélo à petite roue avait été développée auparavant par Alex Moulton, avec qui il collabora.
Andrew Ritchie quitte l'université en 1968 avec un diplôme d'ingénieur en poche. Il commence par travailler dans l'informatique mais quitte ce domaine d'activité pour travailler comme jardinier indépendant à Londres. En 1975, il rencontre un propriétaire de vélo pliant Bickerton (en). En étudiant ce dernier, il lui trouve deux défauts principaux :

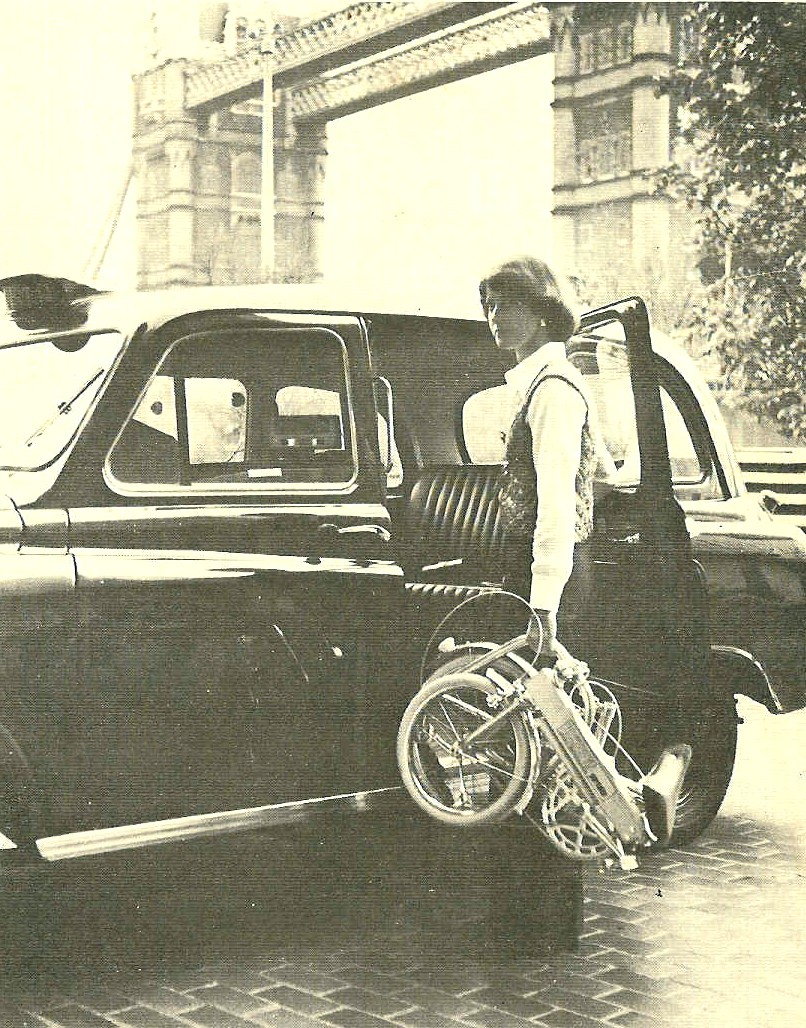
Le vélo pliant Bickerton à Londres dans les années 1970

- Le cadre est en aluminium, ce qui malgré sa légèreté et son absence de corrosion, ne lui semble pas un matériau suffisamment rigide et résistant pour un vélo pliant.
- Le pliage est imparfait car expose les parties sales du vélo, le plateau du pédalier et la chaîne, à l'extérieur.

Le principe de base était de créer un système de pliage permettant d'entourer avec les deux roues de chaque côté, les parties grasses et sales du vélo, c'est-à-dire la chaîne et le plateau de pédalier.
Andrew obtient le soutien d'amis pour financer la production de prototypes qu'il conçoit dans sa chambre qui lui sert d'atelier située à proximité du Brompton Oratory à South Kensington, Londres. Le vélo Brompton est issu de ces prototypes.
En 2018, la marque lance à petite échelle son premier modèle électrique, puis démarre en décembre 2020 une production plus massive, espérant vendre 10 000 exemplaires motorisés sur 70 000 vélos pliants au total l'année suivante.

## Une production anglaise
En 1992, devant la demande croissante, une société taïwanaise, Euro-Tai, se rapproche de Brompton Bicycle pour créer une entreprise commune, Neobike (en), pour construire des Brompton sous licence et s'ouvrir aux marchés de la région Pacifique. Des problèmes de contrôle de qualité chez Neobike apparaissent et les ventes n'atteignent jamais leurs objectifs. Après avoir réduit ses objectifs avec Brompton Bicycle en se lançant dans la production d'autres vélos pliants, Neobike est finalement abandonnée.
La production est de 14 400 vélos en 2006, et devait atteindre 20 000 en 2007. Actuellement beaucoup de pièces du Brompton sont fabriquées et montées dans l'usine de Brentford en Angleterre. Le pédalier, les patins de frein, les pièces en titane et le moyeu à vitesses intégrées ont une fabrication externalisée.
En mars 2007 le chiffre d'affaires de la société s'élève à 4,9 millions de Livres sterling, alors que le temps d'attente moyen varie de 10 jours à 15 semaines pour le Royaume-Uni et est encore plus long pour les acheteurs étrangers qui représentent environ 55 % des ventes de Brompton.

## Description

Ancien logo.

Le cadre en acier comprend 4 parties:
1. Le tube horizontal en acier qui se plie par une charnière centrale. Le tube diagonal est très court et postérieur.
2. Le tube de selle en acier dans lequel coulisse la longue tige de selle en acier, aluminium ou titane.
3. Le triangle arrière (ou base arrière), en acier ou titane, relié en bas au tube de selle par un axe permettant de le replier et s'y appuyant en haut sur un tampon en caoutchouc servant de suspension.
4. La fourche en acier ou titane et le tube de direction surmontés de la tige avec à sa base une charnière permettant de replier le guidon.

Le pliage prend entre 10 et 30 secondes et comporte cinq opérations qui doivent se faire dans un ordre précis.
Les dimensions, une fois plié, sont de 565 × 545 × 250 mm, soit 0,077 m3.
Il utilise des jantes de 400 mm (16 pouces) avec des pneumatiques de 37-349 selon la norme ETRTO. Le poids varie de 9 à 12,5 kg suivant le modèle. Le modèle de base à trois vitesses (M3L) pèse 11,6 kg.

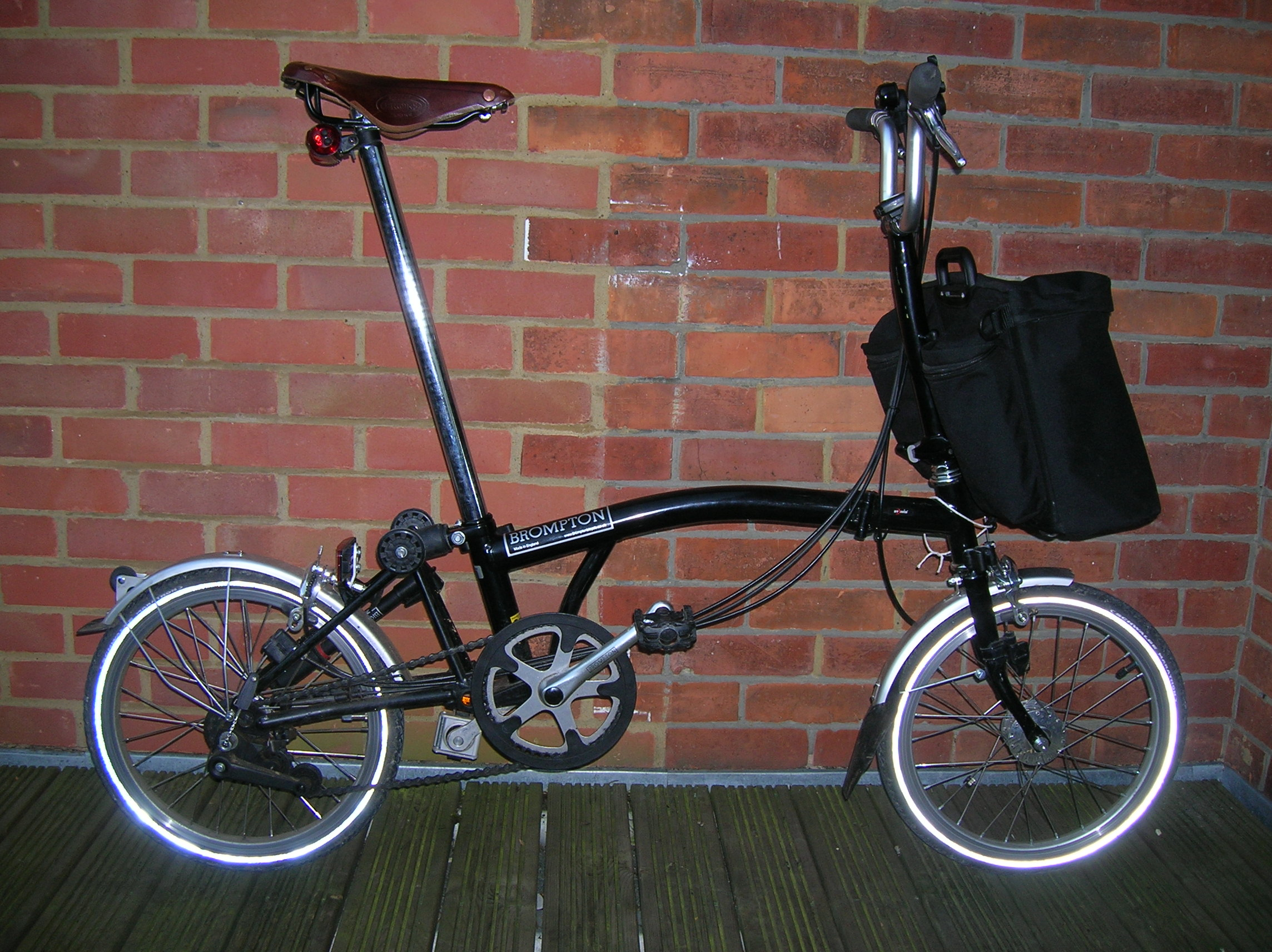
Brompton déplié.
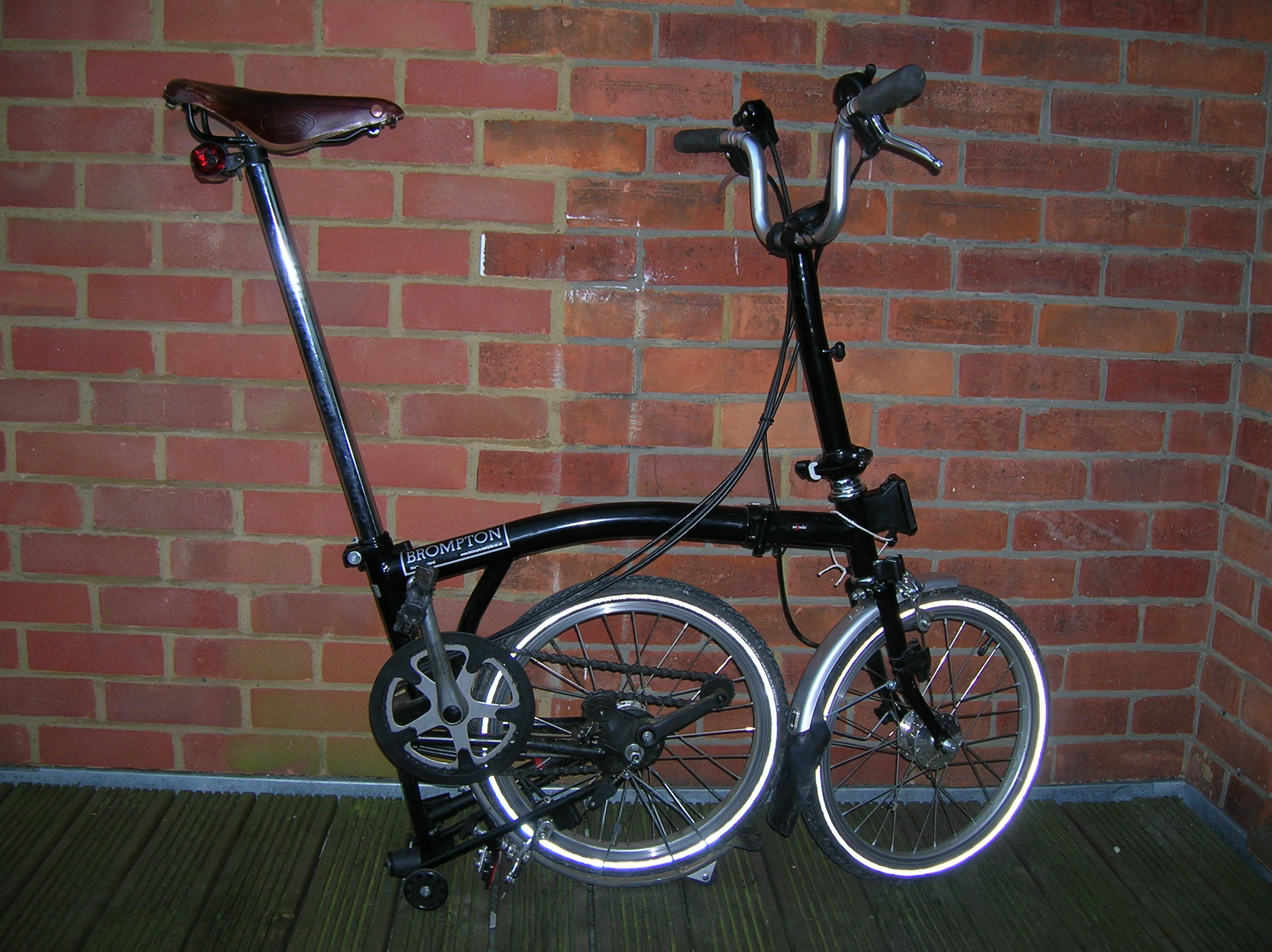
Position « parking » après bascule de la roue arrière sous le cadre horizontal.
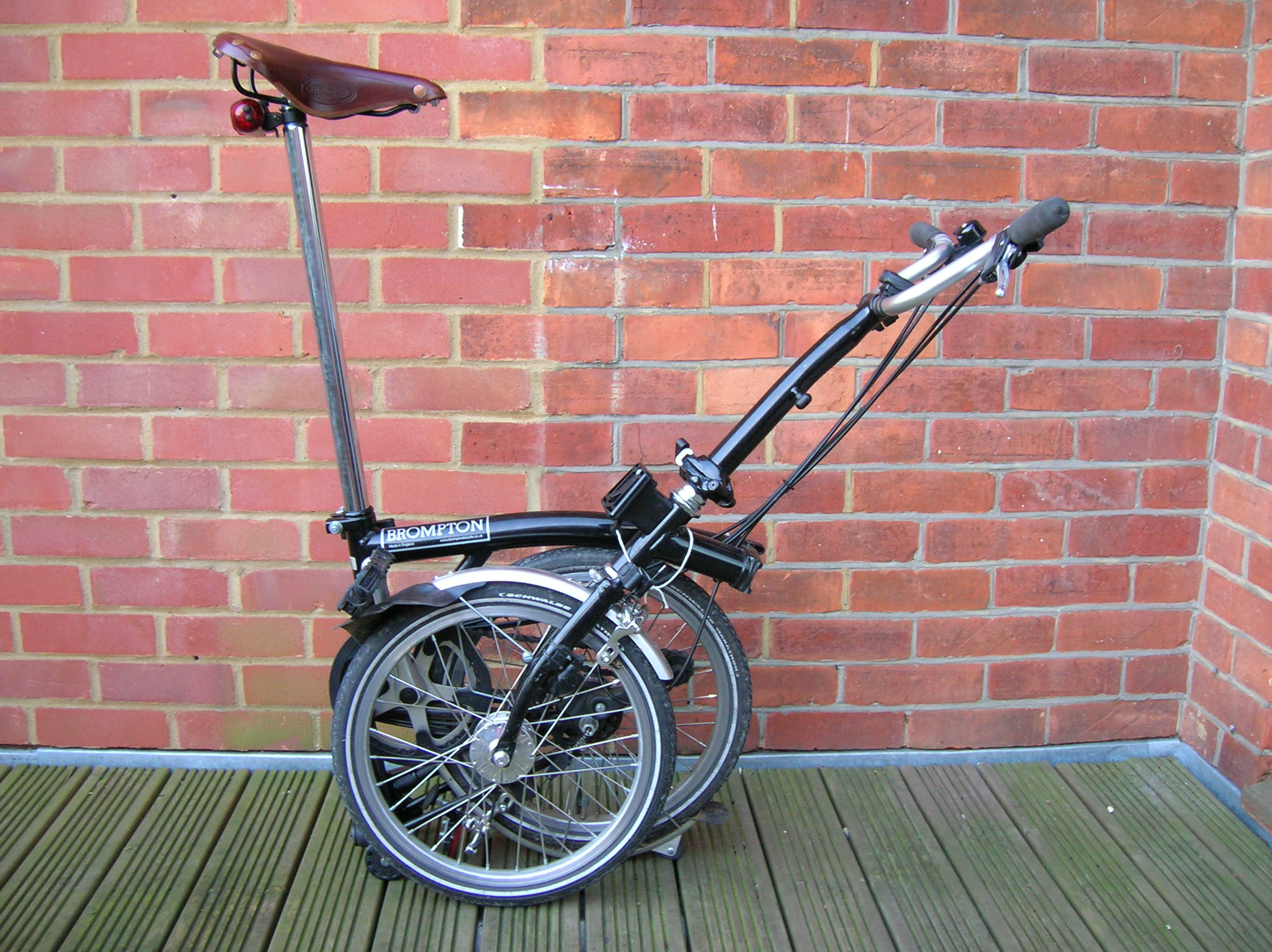
Pliage de la charnière du tube horizontal.
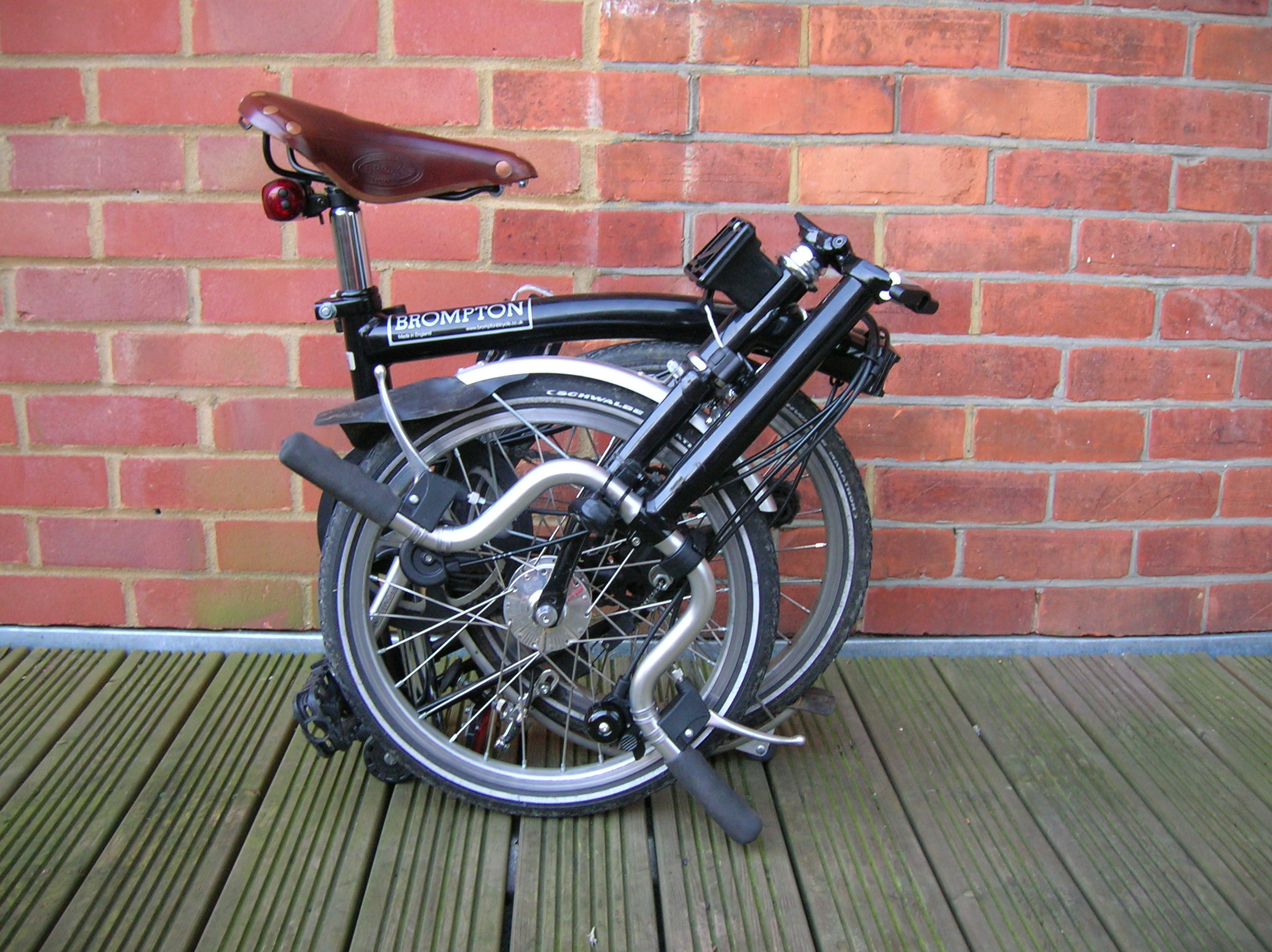
Pliage du guidon et de la tige de selle (tige allongée sur cette photo).

## Championnat du Monde de Brompton

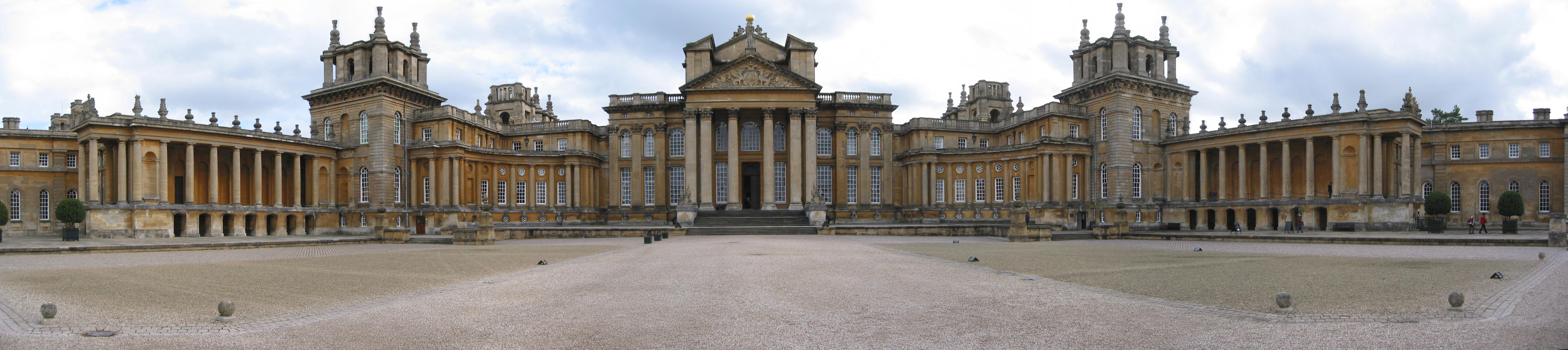
Le palais de Blenheim, site du championnat du Monde de Brompton, le 28 septembre 2008.

Depuis 2006, un championnat du monde de Brompton est organisé. Les deux premières éditions ont eu lieu à Barcelone. Les concurrents sont dans la mesure du possible habillés en tenue de ville.
La troisième édition a lieu en Angleterre, le dimanche 28 septembre 2008 à Blenheim Palace, Oxfordshire, en collaboration avec British Cycling. Le parc était ouvert aux vélos pour la première fois.
Le Championnat du Monde de Brompton est une course chronométrée par un système de puce accroché au cadre du Brompton, sur un parcours de 13 km dans les allées du parc, avec un départ à pied selon le style de celui des 24 heures du Mans, se fait par cinq vagues successives de 100 concurrents.
Les catégories sont « senior homme », « senior femme », « junior (moins de 17 ans) », « vétéran (plus de 60 ans) » et « par équipe ». Un prix « best dressed » est attribué en 2008 au concurrent le mieux habillé.